# سیارک ۷۳۶۹۳
سیارک ۷۳۶۹۳ (به انگلیسی: 73693 Dorschner، نامگذاری:1991RQ3) هفتاد و سه هزار و ششصد و نود و سومین سیارک کشف شده‌است که در ۱۲ سپتامبر ۱۹۹۱ کشف شد.